# عين الحمام (بني فراسن)
عين الحمام هي إحدى مشيخات المملكة المغربية، تتبع جغرافيا لإقليم تازة وإداريًا لبني فراسن. يقدر عدد سكانها بـ 3444 نسمة حسب الإحصاء الرسمي للسكان والسكنى لسنة 2004.